# Stazione di Ospedalicchio
La stazione di Ospedalicchio era una fermata ferroviaria posta sulla linea Foligno-Terontola. Serviva il centro abitato di Ospedalicchio, frazione del comune di Bastia Umbra.